# ماکس لوندگرین
ماکس لوندگرین (سوئدی: Max Lundgren؛ ‏ ۲۲ مارس ۱۹۳۷ – ۲۷ مهٔ ۲۰۰۵) مؤلف، فیلم‌نامه‌نویس، کارتونیست و نویسنده کودکان اهل سوئد بود.
از فیلم‌ها یا مجموعه‌های تلویزیونی که وی در آن‌ها نقش داشته‌است، می‌توان به بُمبی بیت و من اشاره نمود.